# Playboy Mansion
La Playboy Mansion (conosciuta anche come Playboy Mansion West per differenziarla dall'originale che si trovava a Chicago al 1340 North State Parkway: Chicago (Illinois), 60610-6103), si trova al 10236 Charing Cross Road, Holmby Hills nell'area di Los Angeles, ed è la sede della rivista Playboy fondata da Hugh Hefner. La casa è divenuta famosa negli anni '70 attraverso i media per le sontuose feste di Hefner.

## Storia

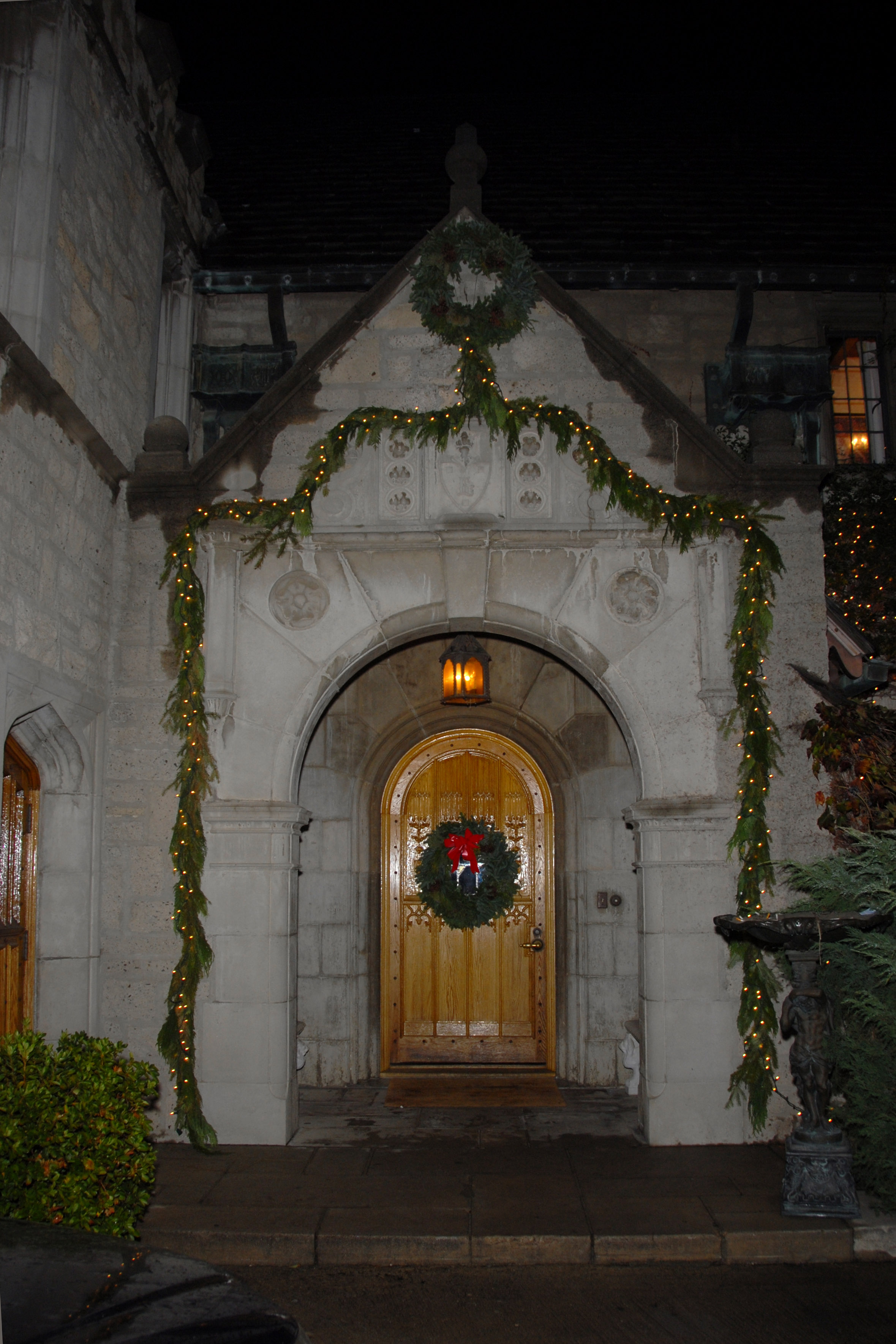
La porta d'ingresso della Mansion (8 dicembre 2007)

La casa, che ha una superficie di 2.042,7 m2, ha un'architettura in stile neogotico-neotudoriano secondo la rivista Forbes, ed è disposta su una proprietà di 21.450 metri quadrati. Fu costruita dall'architetto Arthur Kelly nel 1927 e fu acquistata da Playboy nel 1971 per 1,1 milioni di dollari dal precedente proprietario, Louis D. Statham (1908–1983), un ingegnere, inventore e appassionato di scacchi. Nel 2007 valeva 5,5 milioni di dollari. Si trova vicino all'angolo nord-occidentale del Los Angeles Country Club, vicino all'Università della California, Los Angeles e al Bel-Air Country Club. Per la ristrutturazione e l'espansione sono stati spesi 15 milioni di dollari. Il valore di mercato è di 50 milioni di dollari.
La magione ha 29 stanze e include: una cantina, una sala giochi, uno zoo con uccelliera (e relativo cimitero), campi da tennis, una cascata e una zona piscina (incluso un patio, un'area barbecue, una grotta, una sauna e uno stabilimento balneare). Queste e altre cose sono state mostrate in televisione.
La sala giochi è un edificio separato e si trova a nord della casa. Dalla fontana di fronte all'ingresso principale partono due marciapiedi, ove si trova un pozzo dei desideri. Il marciapiede sulla destra porta alla sala giochi passando per le Hollywood Star di Hefner. L'ingresso si apre su di una sala giochi con tavolo da biliardo in pieno centro. Questa stanza possiede giochi vintage ma anche classici giochi da portico, flipper, pianola, jukebox, televisione, stereo, e divano. La sala giochi è strutturata in due ali. L'ala sinistra è una stanza circondata da specchi, con un pavimento morbido imbottito, una televisione, e un bagno con doccia. L'ala destra ha un bagno più piccolo, e l'ingresso alla camera da letto. Questa camera è collegata a un'altra camera da letto, con uscita sul cortile posteriore. La game house ha un cortile con sedie a sdraio, e porte su entrambi i lati.
Nella magione c'è anche una stanza segreta conosciuta come la "Elvis Suite" ma essendo segreta non è mai stata fatta vedere al pubblico. A marzo 2007 durante un'intervista in TV, Hefner (fan di Elvis Presley) dichiarò che per lui è una suite speciale a causa di una notte, nei primi anni settanta, in cui vi soggiornò Elvis con non meno di otto ragazze. Hefner ha confermato che quando star del cinema, dello sport o musicisti si recano alla magione chiedono sempre della "Elvis Suite", ma essa resta e probabilmente resterà off limits. E ha aggiunto: "Si, Elvis amava le donne, di tutti i colori."
La casa accanto è fatta in maniera speculare alla Mansion, è solo più piccola. Hefner acquistò l'edificio limitrofo nel 1996 che è divenuto casa della sua ex moglie Kimberley Conrad e dei suoi otto figli. Hefner e Conrad si sposarono nel 1989 e si separarono nel 1998. Secondo il Wall Street Journal, Hugh Hefner e sua moglie hanno annunciato nel marzo 2009 di voler vendere la casa per 28 milioni di dollari.
Nel 2002, Hefner acquistò una casa di fronte alla Mansion a uso delle Playmates.

### L'originale Playboy Mansion

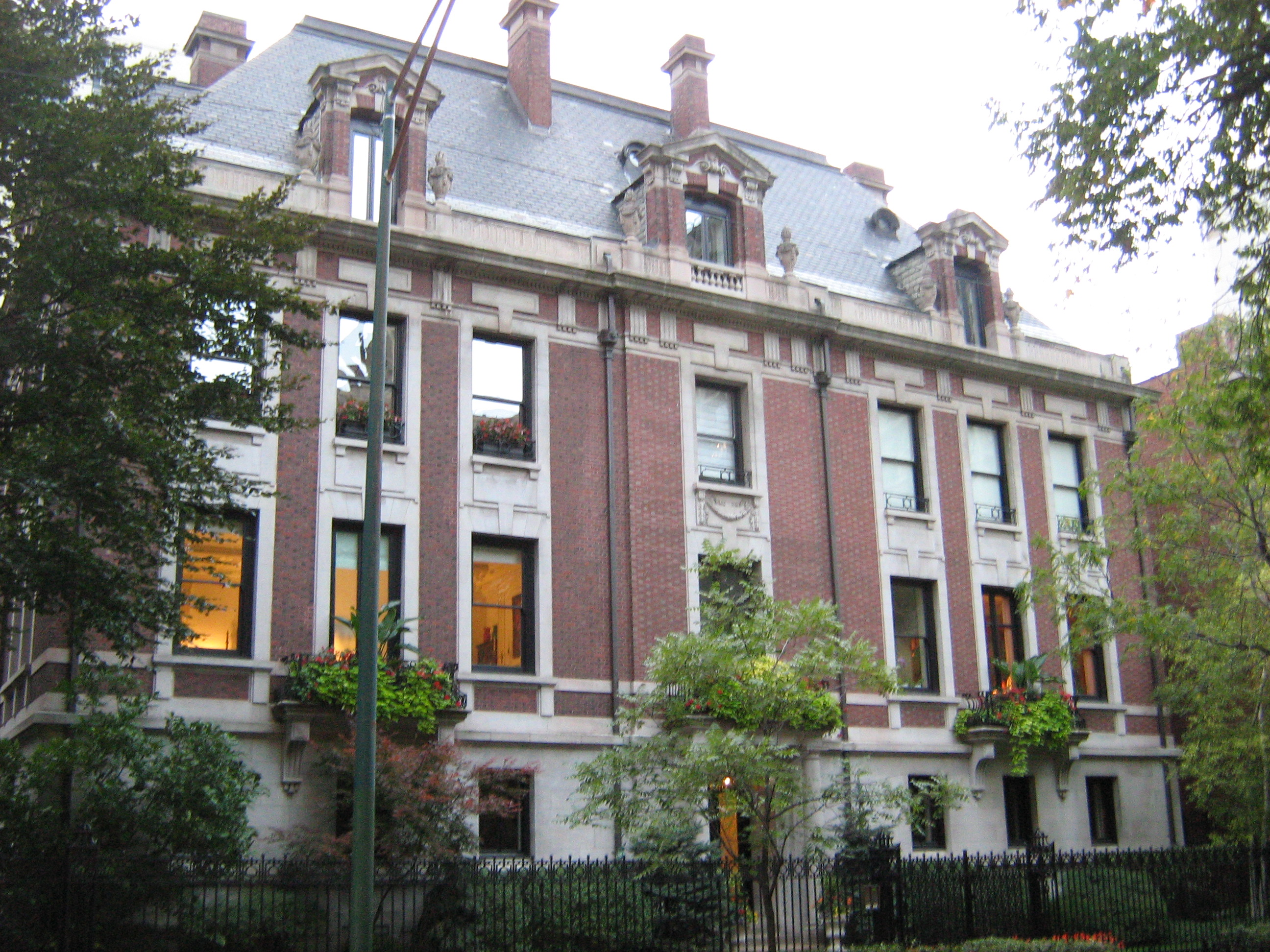
La Playboy Mansion originale

L'originale Playboy Mansion aveva 70 stanze in classico mattone francese e pietra calcarea e si trovava a Chicago al 1340 North State Parkway, fu costruita nel 1899 dall'architetto David Adler per il Dr. George Swift Isham; Essa fu acquistata da Hefner nel 1959. Per un periodo negli anni '70, Hefner divise il suo tempo tra la casa di Chicago e la "Mansion West", trasferendosi stabilmente in California nel 1974. La villa di Chicago possedeva una targa in ottone sulla porta con un'incisione latina: Si Non Oscillas, Noli Tintinnare ("Se non sei promiscuo, non suonare").

## Eventi e manifestazioni
- Durante i primi anni 2000, ESPN ha cominciato a trasmettere in diretta match di boxe direttamente dal cortile della Mansion. Vassiliy Jirov e David Haye sono solo alcuni dei pugili che hanno combattuto là. Sugar Ray Leonard, in qualità di boxing promoter, ha impugnato le boxing cards lì.
- Oltre a numerose immagini su diversi numeri di Playboy, la Playboy Mansion è stata soggetto di un libro (Inside the Playboy Mansion, 1998, ISBN 1-57544-044-X), un video game (Playboy: The Mansion, in cui il giocatore deve costruire l'"impero" Playboy), e ha ispirato una canzone degli U2: "The Playboy Mansion" contenuta nell'album Pop, del 1997. La canzone di The Nightwatchman, "One Man Revolution", contiene le seguenti frasi: 'On the streets of Havana/I got hugged and kissed/At the Playboy Mansion/I wasn't on the list' (Per le strade dell'Avana/ho abbracciato e baciato/alla Playboy Mansion/io non ero in lista).
- The mansion figura in numerosi video musicali tra i quali: "Playmate Of The Year" degli Zebrahead, "Work It" di Nelly & Justin Timberlake, "Rockstar" di Nickelback, e "Beverly Hills" di Weezer. MTV mandò in onda uno speciale alla fine del 2000 in cui i Limp Bizkit danno un party per il rilascio del loro album alla mansion in coincidenza con l'uscita dell'album Chocolate Starfish and the Hot Dog Flavored Water.
- Nel 1987 Eddie Murphy nel film Beverly Hills Cop II, interpretando il ruolo di un detective poliziotto di Detroit, Axel Foley, si ferma ad una festa alla Mansion.
- Nel 2000, il wrestler Eddie Guerrero apparve alla Mansion nella speranza di parlare con Hugh Hefner circa lo stop del rilascio delle foto della sua fidanzata Joanie "Chyna" Laurer's.
- Uno spezzone simile fu girato nel 2003, quando la WWE diva Nidia Guenard comparve alla Mansion durante un episodio di: SmackDown, dove ha tentato di eludere la security per parlare con Hefner. Nidia era gelosa di Torrie Wilson, che stava girando un set fotografico per Playboy.
- Nel 2005 le foto del calendario in costume Playmates at Play at the Playboy Mansion furono scattate sul pavimento della Mansion nel 2004. Le playmates Hiromi Ōshima, Cara Wakelin, Karen McDougal, Christina Santiago, Pennelope Jimenez, Markéta Jánská, Krista Kelly and Teri Marie Harrison apparve sulle pagine del calendario.
- Dal 2005 al 2008, vissero alla Mansion le amiche di Hugh Hefner, Holly Madison, Bridget Marquardt e Kendra Wilkinson; tale periodo venne seguito dal reality show televisivo trasmesso da E! nella serie televisiva Le ragazze della porta a fianco. Apparve anche in alcuni episodi TV, inclusi Curb Your Enthusiasm, Entourage, Sex and the City, The Fresh Prince of Bel-Air e un episodio di Viva La Bam. In questi episodi le playmate interagivano con Hugh Hefner, che però faceva solo sporadiche apparizioni.
- Nel 2007 la Mansion apparve in un episodio di The Apprentice 6 come il luogo del party in piscina per la squadra di nuoto.
- La Mansion servì come punto di partenza della dodicesima stagione del Emmy-award vinto da The Amazing Race.
- Il 3 settembre 2007, il primo combattimento della MMA Cage è stato fatto alla Mansion dal promotore Strike Force Scott Coker. L'evento ha attirato stelle che quali Jaimie Lee Presley e Bobb Sapp.
- Nel 2008, WWE Divas Maria Kanellis e Ashley Massaro stettero per breve periodo alla Playboy Mansion ospitate da Hugh Hefner.
- Il 31 maggio 2008, la Playboy Mansion è stata il palcoscenico dell'evento chiamato Hollywood and Vino creato da George Chung e da Mediazone.com. All'evento parteciparono Hahn Estate, Peggy Fleming e Charles Woodson. L'intrattenimento incluse Kevin Eubanks e come ospite speciale della serata Arsenio Hall.
- Nel 25 giugno 2008 la Playboy Mansion vide il ritorno della Fight Night su ESPN 2 promossa da Sycuan Ringside e prodotta e promossa da George Chung.
- Il 20 settembre 2008, la Mansion ospitò la Strikeforce trasmessa in streaming su Sherdog.

### Midsummer Night's Dream Party
Traducibile in Party da sogno di una notte di mezz'estate, conosciuto anche come Party di mezz'estate, è un appuntamento annuale ospitato alla Mansion il primo sabato di agosto. Nel 2007 il party si svolse il 4 agosto, con il tema Notti arabe. Alcuni degli ospiti furono Christopher Knight e la moglie Adrianne Curry, Alfonso Ribeiro, Bambi Lashell assieme a molti altri; questo evento viene registrato dal canale E! e messo in onda su Le ragazze della porta accanto nell'episodio Unveilings. Per la prima volta nella storia della Mansion, l'evento ebbe luogo due volte in un anno; venne ospitato dal Palms Casino Resort di Las Vegas, sede dell'unico Playboy Club esistente all'epoca.

## Finanze
In accordo con la Playboy Enterprises' SEC filings, Hugh Hefner pagava a Playboy l'affitto per la porzione della casa usata esclusivamente da lui e dai suoi ospiti personali che ci risiedono, così come si pagano le spese non imprenditoriali dovute ai pasti, bevande ed altri benefici ricevuti da lui e dai suoi ospiti personali. Tale importo è stato di 1,3 milioni di dollari nel 2002, di 1,4 milioni nel 2003 e di 1,3 milioni nel 2004.
Playboy paga le spese che vengono fatte dalla Mansion per attività imprenditoriali, incluse le tasse; il totale ammonta a 3,6 milioni di dollari nel 2002, a 2,3 milioni nel 2003 e 3 milioni nel 2004, al netto del canone di locazione di Hefner.

## Eventi di beneficenza
La Playboy Mansion ospita diversi eventi di beneficenza, incluso il Poker delle celebrità, un evento di raccolta fondi per il progetto di modificare le politiche sulla marijuana, e un evento per la ricerca per la cura dell'autismo.